# Michael Crawford
Michael Crawford, geboren als Michael Patrick Dumbell-Smith (Salisbury, Engeland, 19 januari 1942), is een vooraanstaande Engelse acteur, komiek en zanger.
Hij begon zijn acteercarrière als zevenjarige in de première van Let's make an Opera van de beroemde Engelse componist Benjamin Britten. Toen hij meteen voor de volgende opera werd gevraagd - Noye's Fludde - besloot hij dat hij acteur wilde worden.

In het begin van zijn professionele carrière speelde hij van alles en zo veel mogelijk; van stukken van Shakespeare (Julius Caesar, Coriolanus en Twelfth Night tot The Importance of Being Earnest van Oscar Wilde en lichtvoetige Franse kluchten; honderden radio-optredens, gastrollen in een groot aantal televisieseries en films.

In 1967 speelt hij op West-End in Black Comedy/White Lies van Peter Shaffer en het stuk wordt zo'n groot succes dat ze in 1968 naar Broadway gaan om het daar nog eens dunnetjes over te doen.

Op Broadway wordt hij gezien door Gene Kelly die hem vraagt voor de film Hello Dolly met o.a. Barbra Streisand en Walter Matthau. De film wordt geen kassucces, maar zijn naam is aan beide kanten van de oceaan gevestigd.

Als hij uiteindelijk in 1973 wordt gevraagd voor de rol van Frank Spencer in de televisiereeks Some Mothers Do 'Ave 'Em heeft hij voorgoed zijn naam gevestigd. Hierin speelt hij een uiterst onhandige en onnozele jongeman die compleet alles in het honderd laat lopen en iedereen in zijn omgeving tot razernij brengt, behalve zijn vrouw die in hem blijft geloven.

Hij was niet de eerste keuze voor deze rol. Twee acteurs Ronnie Barker en Norman Wisdom hadden de rol al teruggegeven...

Hierna volgden grotere en mooiere rollen in het theater op West End zoals Billy (1974), Flowers for Algernon (1980), Barnum (1981) en The Phantom of the Opera (1986). Voor deze laatste rol kreeg hij een Olivier Award als beste acteur in een musical, een Tony Award en nog vele andere prijzen.

In 1995 gaat hij naar Las Vegas om de grote ster te zijn in EFX; een show die $70.000.000,- heeft gekost en staat in het MGM Grand Theatre waar elke voorstelling 1700 personen van kunnen genieten. Crawford houdt ervan zijn eigen stunts te doen. Dat was al zo bij Some Mothers Do 'Ave 'Em en ook in de musical Barnum deed hij de meeste circusacts zelf. Ook in EFX zit een aantal fantastische stunts, maar hij raakt al snel geblesseerd en moet zijn rol weer teruggeven.

In 2004 staat hij opnieuw in een Andrew Lloyd Webber-musical: Woman In White. Maar ook deze rol moet hij - omwille van zijn gezondheid - eerder teruggeven dan verwacht.

## Filmografie
- The Woman in White Musical - Count Fosco (2004)
- Tanz der Vampire (2002) - Graaf Giovanni von Krolock
- Coronation Street televisieserie - Stamgast in bar (Episode 1.4523, 1998)
- Once Upon a Forrest (1993) - Cornelius (Stem)
- The Royal Variety Performance 1992 (Televisiefilm, 1992) - Een der optredende artiesten
- Andrew Lloyd Webber: The Premiere Collection Encore (Video, 1992) - Rol onbekend
- Barnum! (Televisiefilm, 1986) - P.T. Barnum
- The Phantom of the Opera, (1986) - The Phantom
- Condorman (1981) - Woody Wilkins
- Chalk and Cheese televisieserie - Dave Finn (6 afl., 1979)
- Some Mothers Do 'Ave 'Em televisieserie - Frank Spencer (22 afl., 1973-1975, 1978)
- Play for Today televisieserie - Ferdinand Vanek (Afl., Sorry, 1978)
- Alice's Adventures in Wonderland (1972) - White Rabbitt
- ITV Night Theatre Televisieserie - Politieman (Afl., The Policeman and the Cook, 1970)
- Hello-Goodbye (1970) - Harry England
- The Games (1970) - Harry Hayes
- Hello, Dolly! (1969) - Cornelius Hackl
- Theatre 625 televisieserie - Danny (Afl., Home Sweet Honeycombe, 1968)
- How I Won the War (1967) - Goodbody
- The Jokers (1967) - Michael Tremayne
- A Funny Thing Happened on the Way to the Forum (film) (1966) - Hero
- Armchair Theatre televisieserie - Edward (Afl., The Three Barrelled Shotgun, 1966)
- ITV Play of the Week Televisieserie - Tony (Afl., The Move After Checkmate, 1966)
- BBC3 televisieserie - Rol onbekend (Episode 1.12, 1966)
- The Knack...and How to Get It (1965) - Colin
- Not So Much a Programme, More a Way of Life televisieserie - Verschillende rollen (Afl. onbekend, 1964-1965)
- Suspense televisieserie - Alan Murray (Afl., Destiny Sixty-Three, 1963)
- Two Left Feet (1963) - Alan Crabbe
- The War Lover (1962) - Sgt. Junior Sailen
- Sir Francis Drake televisieserie - John Drake (Afl. onbekend, 1961)
- Alcoa Presents: One Step Beyond televisieserie - Tony Hudson (Afl., The Villa, 1961)
- Two Living, One Dead] (1961) - Nils Lindwall
- A French Mistress (1960) - Kent
- The Chequered Flag Televisieserie - Rol onbekend (Afl., Mike Builds a Kart, 1960|Episode 20 september 1960|Episode 27 september 1960)
- Police Surgeon televisieserie - Dief (Afl., Easy Money, 1960)
- Dixon of Dock Green televisieserie - Chris Kelly (Afl., A Lead from Mother Kelly, 1960)
- Armchair Theatre televisieserie - Dermot Drage (Afl., The Siege at Killyfaddy, 1960)
- Dixon of Dock Green televisieserie - Howard Garland (Afl., The Woman from Kimberley, 1959)
- Billy Bunter of Greyfriars School Televisieserie - Frank Nugent (Afl., Treasure Hunter Bunter, 1959)
- Soapbox Derby (1958) - Peter Toms
- Blow Your Own Trumpet (1958) - Jim Fenn

- Biblioteca Nacional de España: XX916401
- Bibliothèque nationale de France: cb14167267n (data)
- Gemeinsame Normdatei: 12220171X
- International Standard Name Identifier: 0000 0001 1867 5231
- Library of Congress Control Number: n81100418
- MusicBrainz: 2c654643-cdbd-4634-be26-c4d1a90cfabd
- Nationale Bibliotheek van Tsjechië: pna2005262113
- Nationale Bibliotheek van Israël: 987007443051905171
- Nederlandse Thesaurus van Auteursnamen: 073553654
- SNAC: w6g176mq
- Système universitaire de documentation: 169979903
- Museum of New Zealand Te Papa Tongarewa: 71705
- Virtual International Authority File: 85082872
- WorldCat: E39PCjDqKK9FRb7TrtBgrHYGh3